# Marquinhos Santos (treinador de futebol)
Marcos Vinícius Santos Gonçalves, mais conhecido como Marquinhos Santos (Santos, 24 de maio de 1979), é um  treinador e ex-futebolista brasileiro que atuava como meio-campista. Atualmente, está sem clube.

## Carreira

### Início nas categorias de base
Marquinhos Santos começou sua trajetória no futebol como meio-campista nas categorias de base da equipe do Santos Futebol Clube, tendo jogado com Adiel e Rodrigão. Sem sucesso como jogador profissional, em 1999 mudou-se de Santos para Curitiba para iniciar sua carreira como auxiliar técnico na escolinha de futebol da Sociedade Morgenau, onde ficou até 2001. Em 2002 assumiu uma escolinha parceira do Atlético Paranaense em Campo Largo. Já em 2003, foi contratado para treinar o time infantil do Atlético Paranaense no CT do Caju. 
No time infantil venceu todos os campeonatos da categoria, subindo ao juvenil. Por lá, também ganhou todos os torneios e passou para os juniores. Nesta categoria também conquistou títulos de destaques e também uma inédita vaga na final da Copa São Paulo de Futebol Júnior de 2009. Após esse período no clube rubro-negro, assinou contrato para treinar os juniores do rival Coritiba. 

### Seleção Brasileira Sub-15
Seu trabalho no clube o levou a um convite para comandar também a Seleção Brasileira de Futebol Sub-15, onde foi campeão do Campeonato Sul-Americano de Futebol Sub-15 de 2011.

### Coritiba
Ao todo foram dezesseis títulos em nove anos nas categorias de bases. Esse histórico lhe rendeu a oportunidade de treinar a equipe principal do Coritiba após a demissão de Marcelo Oliveira.  A aposta da diretoria do Coritiba em Marquinhos baseou-se em seu sucesso nas categorias de base pelas quais passou, visando um aproveitamento dos jovens talentos do clube.
Foi demitido em 25 de setembro de 2013, após a derrota para a equipe colombiana Itagüí Ditaires, pela fase final da Copa Sul-Americana de 2013.

### Bahia
Em 12 de dezembro de 2013, a diretoria do Bahia anunciou Marquinhos Santos para treinar a equipe profissional em 2014. Permaneceu até 26 de julho de 2014, quando foi demitido após a derrota para o Internacional na Fonte Nova pelo Campeonato Brasileiro, totalizando 9 jogos sem vitória.

### Retorno ao Coritiba e quase ida ao Vasco da Gama
Um mês depois, em 24 de agosto, retorna ao comando do Coritiba substituindo a Celso Roth. Com ele, o time terminou o Campeonato Brasileiro na 14ª posição.
Em 10 de dezembro chegou a ser anunciado oficialmente como novo treinador do Vasco da Gama, 
No dia 8 de maio de 2015, Marquinhos Santos foi demitido do Coritiba.

### Fortaleza
Em março de 2016, Marquinhos Santos foi contratado pelo Fortaleza, com a missão de conseguir o acesso à Série B.

### Paysandu
Em 24 de junho de 2017 foi contratado pelo Paysandu para comandar o clube na sequência da Série B. Foi responsável por tirar o time da zona de rebaixamento.  Em 28 jogos na competição, teve um aproveitamento de 42,8%, com dez vitórias, seis empates e 12 derrotas. Foi demitido do Paysandu após um péssimo início no estadual e na Copa Verde. Foram três vitórias, um empate e uma derrota no estadual, além de um empate na primeira fase da Copa Verde com o modesto Interporto.

### Figueirense
Após classificar o time para o mata-mata da Série C, Marquinhos Santos deixou o time e acertou com o Figueirense.

### Retorno ao Fortaleza
No dia 17 de fevereiro de 2017, acertou seu retorno para o Fortaleza, após ter sido demitido do Figueirense. Foi demitido do Fortaleza em 02 de maio de 2017 após ser eliminado nas semifinais do Campeonato Cearense. Foram nove jogos, com três vitórias, quatro empates e duas derrotas com 48,15% de aproveitamento.

### Juventude e empréstimo à Chapecoense
Em março de 2019 foi contratado pelo Juventude para a disputa da Copa do Brasil, a reta final do Campeonato Gaúcho e a Série C. Logo no início do trabalho, classificou o time para as oitavas de final da Copa do Brasil. No dia 9 de setembro do mesmo ano, conseguiu o acesso do time à Série B de 2020. Após a classificação, estendeu seu vínculo com o clube até o final de 2020 e foi liberado para treinar a Chapecoense até a última rodada do Brasileirão e posterior retorno ao Juventude. Para garantir seu retorno, a direção do Juventude incluiu uma multa de 1 milhão de reais em seu contrato. Com a missão de livrar o time catarinense do rebaixamento na Série A de 2019, foi apresentado no dia 17 de setembro, mas com apenas 4 vitórias em 18 jogos, optou por antecipar seu retorno ao Juventude, deixando a Chapecoense no dia 4 de dezembro no fim do jogo contra o CSA, válido pela 37ª rodada.
De volta ao Juventude, iniciou a temporada com o objetivo de levar o time de volta a Série A, mas os maus resultados no Gauchão e a paralisação do futebol devido a Pandemia de Covid-19 levaram a sua demissão no dia 16 de março.

### Retorno ao Juventude
Sem clube durante todo o período da pandemia, retornou ao Juventude em 4 de fevereiro de 2021, sendo esta sua terceira passagem pelo clube da serra gaúcha. Após um início conturbado, com derrotas no estadual e uma eliminação precoce na Copa do Brasil, conseguiu organizar o time e conduzir a equipe ao 3º lugar na competição, sagrando-se campeão do interior. Além do título, foi coroado como melhor técnico do campeonato.
Faltando uma semana para a estreia na Série A, testou positivo para Covid-19, sendo afastado das últimas preparações para o início da competição.
No primeiro turno fez boa campanha, conquistando pontos importantes contra Santos, Flamengo e Grêmio, mantendo o clube fora do Z4 e aspirando uma vaga na Copa Sul-Americana 2022. Foi desligado do clube no dia 18 de outubro de 2021 após uma queda de rendimento no segundo turno, com 1 vitória em 8 jogos, que culminou com a entrada do Juventude na zona de rebaixamento.

### América Mineiro
Em 18 de outubro de 2021, apenas quatro horas após ser desligado do Juventude, foi anunciado como novo treinador do América Mineiro. Marquinhos entrou para substituir Vagner Mancini, contratado pelo Grêmio. Em sua estreia venceu o Santos por 2 a 0 na Vila Belmiro, em 24 de outubro de 2021.
Entrou para a história do América-MG após uma campanha brilhante na Série A, com um final excepcional após a vitória sobre o São Paulo por 2 a 0 no Independência. O time mineiro garantiu a permanência inédita na Série A e a classificação para a Libertadores, primeiro torneio internacional do coelho.
No dia 11 de abril de 2022, após uma sequência de resultados ruins (eliminação do Campeonato Mineiro, derrota na fase de grupos da Libertadores e na estreia do Brasileirão), o clube anunciou a saída do treinador em comum acordo.

### Ceará
Em 12 de junho de 2022, foi anunciado pelo Ceará,  onde fez história, classificando a equipe entre as oito melhores equipes de uma competição Sul-Americana. Quebrou um tabu histórico e entrou no seleto grupo de brasileiros que venceram o The Strongest na Bolívia, onde, há 9 anos nenhum time brasileiro vencia na altitude de La Paz.
Após a eliminação nas Quartas de finais nos pênaltis para a equipe do São Paulo e a derrota no Clássico local contra o Fortaleza, o clube anunciou a saída do treinador no dia 15 de agosto de 2022.

### Retorno ao Paysandu
Em 1 de maio de 2023, foi anunciado seu retorno para o comando técnico do Paysandu.

### Vila Nova
Em 4 de agosto de 2023, foi anunciado como novo treinador do Vila Nova para comandar o clube na sequência da Série B. Em 20 de setembro foi demitido após campanha instável e se afastar do G4. Em oito jogos, Marquinhos Santos somou três vitórias, dois empates e três derrotas – aproveitamento de 45%.

### América de Natal
Em 24 de outubro de 2023, foi anunciado como novo treinador do América-RN, ele está no comando do Alvirrubro na disputa das Copa do Brasil e Copa do Nordeste, além do Campeonato Potiguar e o Brasileirão Série D. Em vinte e nove jogos na atual temporada, o treinador tem vinte e nove jogos, acumula um total de 15 vitorias, 9 empates e 5 derrotas

## Estatísticas
| Clube            | Jogos | Vitórias | Empates | Derrotas | Aproveitamento |
| ---------------- | ----- | -------- | ------- | -------- | -------------- |
| Coritiba         | 119   | 58       | 25      | 35       | 55,7%          |
| Bahia            | 35    | 14       | 10      | 11       | 49,5%          |
| Fortaleza        | 47    | 23       | 14      | 10       | 58,8%          |
| Figueirense      | 19    | 4        | 4       | 11       | 28,07%         |
| Paysandu         | 39    | 13       | 10      | 16       | 41,8%          |
| Londrina         | 17    | 6        | 5       | 6        | 49%            |
| São Bento        | 31    | 8        | 9       | 14       | 41,5%          |
| Juventude        | 82    | 25       | 32      | 25       | 43,67%         |
| Chapecoense      | 19    | 4        | 6       | 9        | 22,2%          |
| América Mineiro  | 13    | 6        | 5       | 2        | 58,97%         |
| Ceará            | 17    | 6        | 5       | 6        | 45,1%          |
| Vila Nova        | 8     | 3        | 2       | 3        | 45,83%         |
| América de Natal | 41    | 19       | 15      | 7        | 53,8%          |
| Total            | 462   | 183      | 130     | 148      | 45.74%         |

## Títulos
América de Natal
- Campeonato Potiguar: 2024

Juventude
- Campeão do Interior: 2021

Fortaleza
- Campeonato Cearense: 2016[26]

Bahia
- Campeonato Baiano: 2014

Coritiba
- Campeonato Paranaense: 2013

Seleção Brasileira sub-15
- Campeonato Sul-Americano: 2011

## Prêmios individuais
- Melhor treinador do Campeonato Baiano: 2014
- Melhor treinador do Campeonato Cearense: 2016
- Melhor treinador do Campeonato Gaúcho: 2021